# Wu Hong
Wu Hong (traditioneel Chinees: 吳宏) was een Chinees kunstschilder en dichter die actief was in de jaren 1670 en '80 tijdens de Qing-periode. Zijn omgangsnaam was Yuandu. Wu was geboren in de provincie Jiangxi. Zijn geboorte- en sterfjaar zijn niet bekend.
Wu wordt gerekend tot de 'Acht Meesters van Jinling'. Zijn werken omvatten onder andere shan shui-landschappen en bamboeschilderingen.